# Theorema egregium
Theorema egregium ('det märkvärdiga teoremet') är ett matematiskt teorem av Carl Friedrich Gauss som innebär att Gausskrökningen bevaras vid en isometrisk avbildning. Detta förklarar varför man inte kan tillverka perfekta tvådimensionella kartor. Jordens gausskrökning är {\displaystyle 1/r^{2}} (där r är jordens radie) och gausskrökningen för ett plan är 0.